# Lima Challenger 1998
Il Lima Challenger 1998 è stato un torneo di tennis facente parte della categoria ATP Challenger Series nell'ambito dell'ATP Challenger Series 1998. Il torneo si è giocato a Lima in Perù dal 23 al 29 novembre 1998 su campi in terra rossa.

## Vincitori

### Singolare
Stefan Koubek ha battuto in finale  Juan Ignacio Chela con il punteggio di 6–3, 2–6, 6–0.

### Doppio
Diego del Río /  Martin Rodriguez hanno battuto in finale  Federico Browne /  Eduardo Medica con il punteggio di 6–4, 7–6.